# DarkZero Esports
DarkZero Esports, ou simplement DarkZero, est une organisation d'esport américaine. Fondée en 2018, DarkZero participe aux compétitions Rainbow Six Siege, Valorant et Apex Legends . Avec ce dernier, DarkZero est une équipe partenaire d'Apex Legends Global Series.

## Histoire
L'organisation DarkZero Esports est fondée en 2018 par Zachary Matula. Investisseur en capital-investissement, Matula travaillait auparavant comme trader. Matula est le PDG de DarkZero jusqu'en septembre 2021, date à partir de laquelle Don Kim occupe ce poste. Kim était auparavant PDG de TSM (alors connu sous le nom de Team SoloMid), une autre organisation américaine d'esport. DarkZero est basé à Las Vegas.

## Contrats et partenariats
En avril 2021, DarkZero annonce un partenariat avec Respawn Products, plus précisément un accord d'un an pour que ce dernier devienne le fournisseur exclusif de mobilier de jeu de DarkZero. 
Le club conclut un partenariat avec Aim Lab, qui débute en octobre 2020. 
Raven, une société de produits dérivés basée au Royaume-Uni, gère la conception et la production des vêtements de l'équipe,. 
DarkZero détient également une participation dans Raven. En août 2021, l'équipe annonce un partenariat avec Resorts World Las Vegas. 

## Tom Clancy's Rainbow Six Siege
L'organisation participe pour la première fois au jeu compétitif Tom Clancy's Rainbow Six Siege (R6S), rejoignant la scène de l'esport en novembre 2018, après avoir acquis la liste de SK Gaming.
En compétition, l'équipe remporte la dixième saison de la Pro League nord-américaine Rainbow Six Siege en 2019.
Ils remportent également le major d'août 2020 de la Ligue nord-américaine,.
En 2022, DarkZero remporte le Charlotte Major en battant Astralis. Le roster de DarkZero pour le titre de Charlotte Major comprenait Hyper, Ecl9pse, njr, Panbazou et Canadian.

## Palmarès
- Apex Legends
  - Championnat ALGS (2021-2022)[11]
  - Vainqueurs des playoffs (2022-23, division 2)[12]
  - Pro League – Amérique du Nord 1e place[13]

- Tom Clancy's Rainbow Six Siege
  - Major de Charlotte 2022[9]
  - Major régional nord-américain d'août 2020[8]